# 聖多明尼克市集

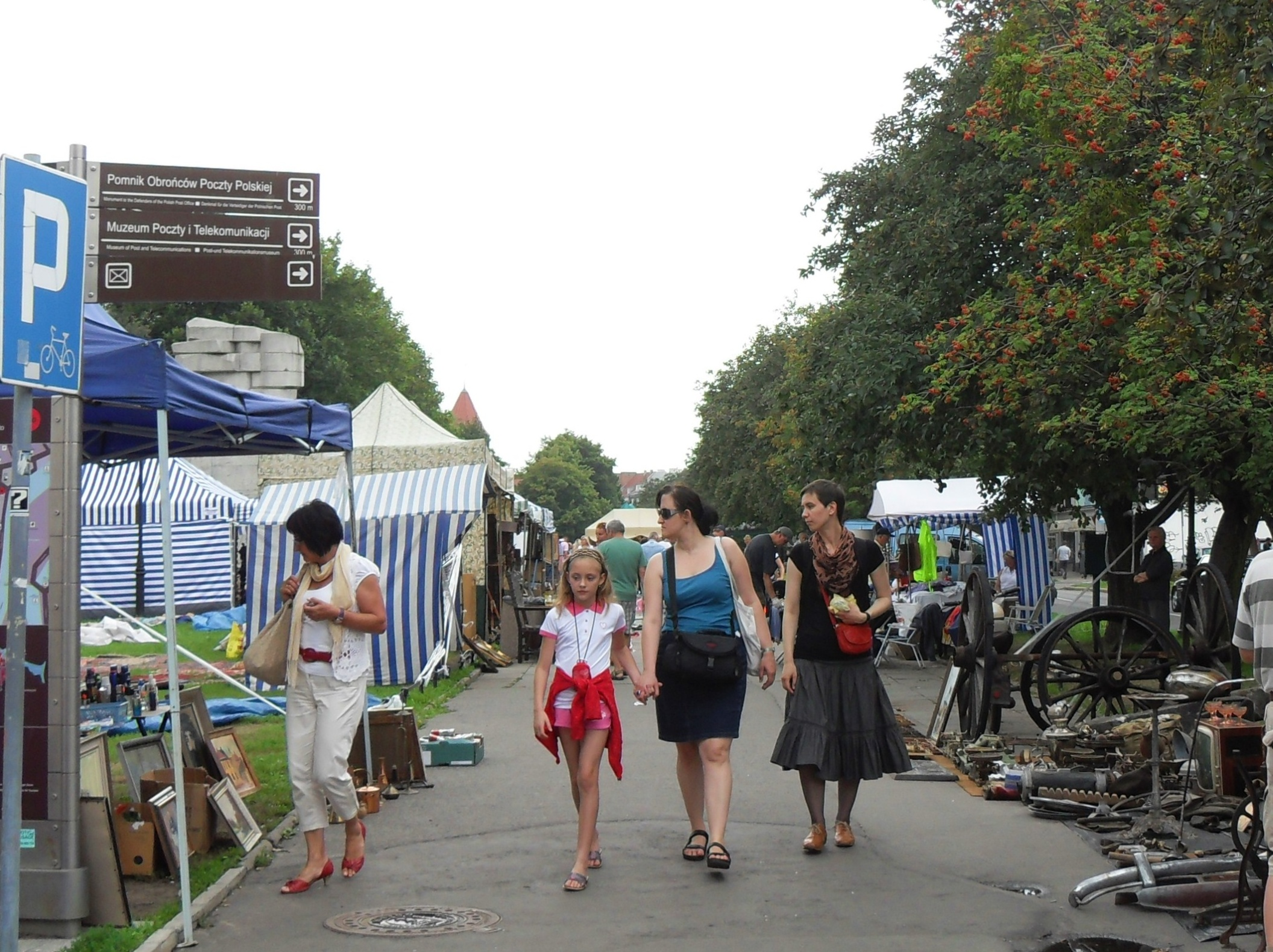
2011年聖多明尼克市集一景

聖多明尼克市集（波蘭語：Jarmark św. Dominika）是如聖誕市集或啤酒節一樣的歐洲大型文化集市活動。由格但斯克城主辦。自1972年復辦以來，聖多明尼克市集都是為期兩個禮拜，自2004年起延長至三個禮拜。每年有超過1000位的商販，藝術家及蒐藏家聚集在這個市集，每天有超過七萬參觀人次，每逢周末人數更是翻倍。主辦單位說有超過五百萬人來訪格但斯克舊城區。